# 슬로우 스타트
슬로우 스타트(スロウスタート, Slow Start)는 토쿠미 유이코(일본어: 篤見唯子)가 그린 일본의 학원, 코미디 4컷 만화다. 고교 진학에 실패한 사실을 숨기고 사촌 관리인의 아파트에서 염원하던 고교 데뷔와 두근두근한 학교생활을 시작하는 '이치노세 하나'의 이야기를 그리고 있다. 2013년 7월호부터 「망가 타임 키라라」에서 연재되고 있으며, 2018년 1월 7일부터 3월 25일까지 A-1 Pictures에서 제작한 TV애니메이션이 방영되었다.